# База сигнала
База сигнала — это произведение эффективного значения длительности сигнала {\displaystyle \Delta t} и эффективного значения ширины его спектра {\displaystyle \Delta f}:
{\displaystyle B=\Delta t\Delta f}.
В простых случаях за эффективную ширину спектра можно принять ширину главного лепестка спектра. Длительность сигнала и ширина его спектра подчиняются соотношению неопределенности, гласящему, что база сигнала не может быть меньше единицы. Ограничений на максимальное значение базы сигнала не существует. То есть короткий сигнал с узким спектром существовать не может, а бесконечный сигнал с широким спектром — может (так называемый широкополосный сигнал, сигнал с большой базой). Примерами такого рода могут служить ЛЧМ-сигнал или Белый шум.